# Danny Ortiz
Josué Danny Ortiz Maldonado (Coatepeque, 26 luglio 1976 – Città del Guatemala, 29 febbraio 2004) è stato un calciatore guatemalteco, di ruolo portiere.

## Biografia
È deceduto nel 2004 all'età di 27 anni, a seguito di uno strappo al pericardio con conseguente emorragia interna, subito durante uno scontro di gioco con l'attaccante avversario Mario Rodríguez, nel corso di un incontro di campionato guatemalteco fra il Municipal e il Comunicaciones.